# 28969 Youngminjeongahn
28969 Youngminjeongahn este o planetă minoră (asteroid), cu un diametru de 7,822 km, din centura de asteroizi. A fost descoperită pe 25 aprilie 2001 la Stația Anderson Mesa de Lowell Observatory Near-Earth-Object Search și a fost numită după Youngmin JeongAhn⁠(d). 
Obiectul prezintă o orbită caracterizată de o semiaxă mare de 2,5559421 UAi, o excentricitate de 0,24, o înclinație de 13,86449 ° în raport cu ecliptica.